# Tullmuseum
Tullmuseum var till och med oktober 2015 Tullverkets museum. Från 1927 visade museet Tullverkets sedan slutet av 1800-talet samlade tullföremål. På museet fanns permanenta utställningar om bland annat tullhistoria och om tullverksamheten i Stockholm, samt tillfälliga utställningar. Museet hade omkring 5 000 besökare året 2014.
Museet var senast beläget på Kungsholmen i Stockholm. Föremålen finns numera i Tullverkets huvudkontor men är inte tillgängliga för allmänheten. Museet är istället från 2016 ett digitalt museum på http://museum.tullverket.se/.